# Philip Van der Byl
Philip Van der Byl ist ein südafrikanischer ehemaliger Schauspieler.

## Leben
Van der Byl debütierte 1973 in dem Western-Spielfilm They Call Me Lucky in einer Nebenrolle als Filmschauspieler. In den 1980er Jahren folgten Besetzungen in verschiedenen nationalen Filmproduktion. So verkörperte er Rollen in Gor und Der Geächtete von Gor, Verfilmungen der Romane von John Norman. Er war aber auch in internationalen Produktionen wie 1983 in Gefangene des Universums oder 1990 in Tigerman zu sehen. Um 1990 zog er sich aus dem Filmschauspiel zurück.

## Filmografie
- 1973: They Call Me Lucky
- 1981: Birds of Paradise
- 1982: Vyfster (Fernsehserie)
- 1983: Gefangene des Universums (Prisoners of the Lost Universe)
- 1986: You Gotta Be Crazy!
- 1987: Gor
- 1987: Im Urwald ist die Hölle los (Going Bananas)
- 1988: Scavenger – Der Spion mit der Glut im Blut (Scavengers)
- 1988: Der Geächtete von Gor (Outlaw of Gor)
- 1989: Run Tiger Run
- 1989: The Endangered
- 1989: Ruhe vor dem Sturm (Circles in a Forest)
- 1989: Blutiger Ruhm (Brutal Glory)
- 1989: Ochlim Lokshim
- 1990: Im Zeichen des Krebs (Any Man's Death)
- 1990: Return to Justice
- 1990: Tigerman (The Final Alliance)
- 1990: American Fighter 4 – Die Vernichtung (American Ninja 4: The Annihilation)
- 1990: Der Dschungel muß verrückt sein (Oh Shucks! Here Comes UNTAG)